# بيتكو غانيف
بيتكو غانيف (بالبلغارية: Петко Ганев)‏ هو لاعب كرة قدم بلغاري، ولد في 17 سبتمبر 1996 في هاسكوفو في بلغاريا. لعب مع نادي ليتكس لوفتش.

## وصلات خارجية
- بيتكو غانيف على موقع قاعدة بيانات كرة القدم.إي يو (الإنجليزية)
- بيتكو غانيف على موقع Soccerway.com (الإنجليزية)